# Mokopirirakau
Mokopirirakau – rodzaj jaszczurek z rodziny Diplodactylidae.

## Zasięg występowania
Rodzaj obejmuje gatunki występujące endemicznie na Nowej Zelandii. 

## Systematyka
Rodzaj zdefiniował w 2011 roku amerykańsko-nowozelandzki zespół herpetologów (Amerykanie Stuart V. Nielsen, Aaron Matthew Bauer i Todd R. Jackman oraz Nowozelandczycy Rodney Arthur Hitchmough i Charles H. Daugherty) w artykule poświęconym nowozelandzkim gekonom, opublikowanym w czasopiśmie „Molecular Phylogenetics and Evolution”. Gatunkiem typowym jest (oryginalne oznaczenie) Mokopirirakau granulatus.

### Etymologia
Mokopirirakau (rodzaj męski): maoryska nazwa Moko-piri-rākau dla leśnego gekona.

### Podział systematyczny
Do rodzaju należą następujące gatunki:
- Mokopirirakau cryptozoicus (Jewell & Leschen, 2004)
- Mokopirirakau galaxias Knox, Hitchmough, Nielsen, Jewell & Bell, 2021
- Mokopirirakau granulatus (Gray, 1845)
- Mokopirirakau kahutarae (Whitaker, 1985)
- Mokopirirakau nebulosus (McCann, 1955)